# Норашен (Гегаркуникская область)
Норашен (арм. Նորաշեն) — село в Гехаркуникской области Армении.

## География
Село расположено в северо-западной части марза, на северо-западном берегу озера Севан, при автодороге , на расстоянии 24 километров к северо-западу от города Гавар, административного центра области. Абсолютная высота — 1940 метров над уровнем моря.
Климат
Климат характеризуется как умеренно холодный, влажный (Dfb в классификации климатов Кёппена). Среднегодовая температура воздуха составляет +5,2 °C. Средняя температура самого холодного месяца (января) составляет −5,4 °С, самого жаркого месяца (августа) — +15,6 °С. Расчётная многолетняя норма атмосферных осадков — 1015 мм. Наибольшее количество осадков выпадает в мае (150 мм).

## Население
Численность постоянного населения по состоянию на 1 января 2023 года составляла 476 человек.
| Год переписи | Население          | Население          | Население          | Население            | Население            | Население            |
| Год переписи | Наличное население | Наличное население | Наличное население | Постоянное население | Постоянное население | Постоянное население |
| Год переписи | Всего              | Мужчины            | Женщины            | Всего                | Мужчины              | Женщины              |
| ------------ | ------------------ | ------------------ | ------------------ | -------------------- | -------------------- | -------------------- |
| 2001         | 440                | 217                | 223                | 460                  | 228                  | 232                  |
| 2011         | 392                | 183                | 209                | 475                  | 239                  | 236                  |

| Год  | Численность | Численность |
| ---- | ----------- | ----------- |
| 1831 | 28          | [ 8 ]       |
| 1897 | 422         | [ 8 ]       |
| 1926 | 269         | [ 8 ]       |
| 1939 | 428         | [ 8 ]       |
| 1959 | 308         | [ 8 ]       |
| 1970 | 331         | [ 8 ]       |
| 1979 | 324         | [ 8 ]       |
| 1989 | 367         | [ 8 ]       |
| 2001 | 460         | [ 8 ]       |
| 2011 | 475         | [ 9 ]       |